# Olaf Tamaschke
Olaf Tamaschke  (* 13. August 1927 in Bytom [deutsch Beuthen]; † 29. Juni 2020) war ein deutscher Mathematiker und Hochschullehrer. Er  promovierte im Jahre 1959 an der Eberhard-Karls-Universität Tübingen unter der Anleitung von Helmut Wielandt mit der Dissertation Zur Theorie der einfach transitiven Permutationsgruppen. An der Tübinger Universität war er auch von 1978 bis zu seinem Ruhestand im Jahre 1992 als Professor für Anwendungen der Gruppentheorie am dortigen Mathematischen Institut tätig. In der Geometrie ist das sogenannte Tamaschke-Axiom mit der Person von Tamaschke verbunden.

## Mathematische Fachbücher
- Olaf Tamaschke: Permutationsstrukturen. Vorlesungen an der Universität Tübingen im Wintersemester 1968/69 (= BI-Hochschulskripten. 710/710a*). Bibliographisches Institut, Mannheim, Wien, Zürich 1969 (MR0284494).
- Olaf Tamaschke: Projektive Geometrie I. Vorlesungen an der Universität Tübingen im Sommersemester 1968 (= BI-Hochschulskripten. 829/829a*). Bibliographisches Institut, Mannheim, Wien, Zürich 1972 (MR0338893).
- Olaf Tamaschke: Projektive Geometrie II. Vorlesungen an der Universität Tübingen im Sommersemester 1970 (= BI-Hochschulskripten. 838/a/b). Bibliographisches Institut, Mannheim, Wien, Zürich 1972 (MR0338893).
- Olaf Tamaschke: Schur-Ringe. Vorlesungen an der Universität Tübingen im Sommersemester 1969 (= BI-Hochschulskripten. 735a∗). Bibliographisches Institut, Mannheim, Wien, Zürich 1970 (MR0320127).